# Újvárosi Szentlélek-templom (Szolnok)
A Szentlélek-templom, más néven újvárosi templom vagy temetői templom 1934 és 1937 között épült római katolikus templom Szolnok újvárosi részén, közvetlenül a temető bejárata mellett. A Fábián Gáspár tervezte, Sipos István Lajos és Pápay Antal építette  épület neoreneszánsz stílusú, de az olasz novecento (novecento–újklasszicizmus) jegyei is jellemzik. 1937. május 17-én, pünkösdhétfőn szentelték fel. Altemploma temetkezési hely, ma már csak urnásan lehetséges. 